# 法国农业信贷银行
法国农业信贷银行（法語：Crédit Agricole，法語發音：[kʁedi aɡʁikɔl]）为法国第二大，全球第十二大银行集团和第一大協同組織金融機關，因該銀行具有農業背景，有時亦被稱為綠色銀行（Banque verte）。截至2016年，它旗下的资产总值达1.723兆歐元，下设巴黎、伦敦、米兰、香港、新加坡及东京6个地区管理中心。法国农业信贷银行曾经为英法海底隧道工程、巴黎迪士尼乐园等大型项目提供融资服务。

## 歷史
2002年12月16日法國農業信貸銀行以160億歐元（約165億美元）收購法國第6大銀行里昂信貸銀行的82.2%股權。以每5股農業信貸銀行股票加148.24歐元（約118港元）現金，購入每4股里昂信貸銀行股票。換言之，每股里昂信貸銀行股票作價相當於56歐元。合併後成為當時歐元區最大銀行。
另外與法國興業銀行合併雙方的證券事業，成立證券公司新際集團，各自持有新公司50%股權。
2009年1月27日，法國農業信貸銀行和興業銀行同意合併資產管理部門，將成為歐洲第四大、全球第九大的資產管理公司，管理的資產達8270億美元（6380億歐元）。這個新事業體包含農業信貸銀行的全部資產管理事業，以及興業銀行的歐洲、亞洲資產管理部門和興業旗下的美國事業TCW公司20%股份。農業信貸銀行佔有合併後新公司70%股權，興業銀行持有30%股權。

## 外部連結
- 法国农业信贷银行 （页面存档备份，存于）